# 기보 (게임 기록)
기보(棋譜/碁譜)는 바둑이나 장기, 오목, 쇼기 등 추상전략게임의 내용을 게임이 진행된 순서대로 기록한 것이다. 기(棋/碁)는 추상전략게임을 뜻하는 한자이다. 
바둑이나 오목의 기보는, 같은 자리에 돌을 놓는 것이 없거나 극히 적으므로, 판을 그린 뒤에 돌 원 안에 수순 번호를 적어넣는 방식으로 표시할 수 있다.
체스의 기보법으로는 대수기보법이나 설명기보법 등이 있다.
컴퓨터용 기보법으로는 포사이스 에드워즈 표기법이나 포터블 게임 노테이션 등의 기보법이 있다.
장기나 쇼기의 기보법도 이와 비슷하다.